# US-amerikanische Fußballnationalmannschaft der Frauen/Weltmeisterschaften
Der Artikel ist eine ausführliche Darstellung der US-amerikanischen Fußballnationalmannschaft der Frauen bei Weltmeisterschaften. Die USA konnten sich als einziges nordamerikanisches Team für alle WM-Endrunden der Frauen qualifizieren und belegt in der ewigen Tabelle Platz 1. Die USA wurden erster Weltmeister der Frauen und sind mit vier Titeln Rekordweltmeister und die einzige nordamerikanische Nation, die im Fußball Weltmeister wurde. Die USA erreichten als einziges Team bis 2019 immer mindestens das Halbfinale und bestritten die bis zum Achtelfinal 2023 mögliche Maximalzahl von bisher 54 Spielen, dann schieden sie im Achtelfinale aus. Sie sind das einzige Team, das auf zwei Belägen – Rasen und Kunstrasen – sowie auf drei Kontinenten (Nordamerika, Asien und Europa) Weltmeister wurde.

## Die Nationalmannschaft bei Weltmeisterschaften

### Übersicht
| Jahr | Gastgeberland         | Teilnahme bis …  | Gegner              | Ergebnis        | Trainer           | Bemerkungen und Besonderheiten |
| ---- | --------------------- | ---------------- | ------------------- | --------------- | ----------------- | --- |
| 1991 | Volksrepublik China   | Finale           | Norwegen            | Weltmeister     | Anson Dorrance    | Michelle Akers erste Torschützenkönigin |
| 1995 | Schweden              | Spiel um Platz 3 | Volksrepublik China | 3.              | Tony DiCicco      | Niederlage gegen späteren Weltmeister im Halbfinale |
| 1999 | USA                   | Finale           | Volksrepublik China | Weltmeister     | Tony DiCicco      | Sieg im Elfmeterschießen |
| 2003 | USA                   | Spiel um Platz 3 | Kanada              | 3.              | April Heinrichs   | |
| 2007 | Volksrepublik China   | Spiel um Platz 3 | Norwegen            | 3.              | Greg Ryan         | |
| 2011 | Deutschland           | Finale           | Japan               | Vizeweltmeister | Pia Sundhage      | |
| 2015 | Kanada                | Finale           | Japan               | Weltmeister     | Jill Ellis        | Höchster Finalsieg (5:2) |
| 2019 | Frankreich            | Finale           | Niederlande         | Weltmeister     | Jill Ellis        | Als Sieger des CONCACAF Women’s Gold Cup 2018 qualifiziert. In Frankreich waren Chile, Schweden und Thailand die Gegner in der Gruppenphase. Mit drei Siegen, darunter dem 13:0-Rekordsieg gegen Thailand wurde als Gruppensieger die K.-o.-Runde erreicht. |
| 2023 | Australien/Neuseeland | Achtelfinale     | Schweden            | 9.              | Vlatko Andonovski | Nach 2 Siegen bei der CONCACAF W Championship 2022 qualifiziert, zum ersten Mal schied das Team bei einer WM vor dem Halbfinale aus |

### Statistik
(Angaben inkl. 2023: Neun Weltmeisterschaften)
- nicht teilgenommen: nie (0 %)
- ohne Qualifikation qualifiziert (als Gastgeber): zweimal (22,2 %; 1999 und 2003)
- sportlich qualifiziert: siebenmal (77,7 % bzw. 100 % der Versuche; 1991, 1995, 2007, 2011, 2015, 2019 und 2023)
  - Achtelfinale: einmal (11,1 %; 2023)
  - Spiel um Platz 3: dreimal (33,3 %; 1995, 2003 und 2007)
  - Vizeweltmeister: einmal (11,1 %; 2011)
  - Weltmeister: viermal (44,4 %; 1991, 1999, 2015 und 2019)

## Die Turniere

### WM 1991 in der Volksrepublik China

Aufstellungen im ersten WM-Finale der Frauen

Für die erste WM der Frauen qualifizierten sich die USA als Sieger der Nord- und Mittelamerika-Qualifikation. Bei einem Turnier in Port-au-Prince, der Hauptstadt Haitis trafen sie in der ersten Runde auf Trinidad und Tobago, Mexiko und Martinique, das sich als Nicht-FIFA-Mitglied aber nicht für die WM qualifizieren konnte. Die USA setzten sich mit drei Siegen durch und erzielten dabei 34:0 Tore. Im Halbfinale wurde dann Gastgeber Haiti mit 10:0 und im Finale Kanada, das ebenfalls ohne Gegentor das Finale erreicht hatte, mit 5:0 geschlagen. Damit qualifizierte sich die USA als einziger CONCACAF-Vertreter für die WM-Endrunde.
In der Volksrepublik China traf die Mannschaft in der Gruppenphase auf Schweden, Südamerikameister Brasilien und Japan. Am 17. November 1991 bestritten sie in Panyu ihr erstes WM-Spiel und gewannen gegen Schweden mit 3:2. Dabei erzielte Carin Jennings die ersten beiden WM-Tore für die USA. Nach einem 5:0 gegen Brasilien und einem 3:0 gegen Japan wurde als Gruppensieger das Viertelfinale erreicht. Hier folgte ein 7:0 gegen die Republik China und im Halbfinale ein 5:2 gegen Europameister Deutschland, wobei Carin Jennings die USA mit einem „lupenreinen“ Hattrick in Führung brachte. Im Finale war dann Vizeeuropameister Norwegen der Gegner und hier war es Michelle Akers, die mit zwei Toren den 2:1-Sieg sicherte und auch mit insgesamt 10 Toren erste Torschützenkönigin wurde. Mit dem Goldenen Ball als beste Spielerin des Turniers wurde Carin Jennings ausgezeichnet.

### WM 1995 in Schweden
Anders als bei der WM der Männer, bei der der Titelverteidiger bis 2002 automatisch qualifiziert war, musste sich für die zweite WM der Frauen auch der Titelverteidiger qualifizieren. Den USA gelang das beim Qualifikations-Turnier in Montreal mit vier Siegen und 34:1 Toren eindrucksvoll. Gegner waren Kanada, das sich als Zweiter ebenfalls qualifizierte da den CONCACAF-Mannschaften nun zwei Startplätze zustanden, Mexiko, Trinidad und Tobago sowie Jamaika.
In Schweden trafen die USA im ersten Gruppenspiel auf den Asienmeister Volksrepublik China und gaben beim 3:3 nach 3:1-Führung erstmals in einem WM-Spiel einen Punkt ab. Im zweiten Spiel folgte gegen Dänemark ein 2:0 und im letzten Gruppenspiel gegen Ozeanienmeister Australien ein 4:1. Damit waren die USA vor den punktgleichen Chinesinnen durch die bessere Tordifferenz Gruppensieger. Im Viertelfinale trafen sie auf Japan und gewannen mit 4:0, so dass es im Halbfinale zur Revanche für das vorherige WM-Finale kam. Diesmal hatten die Norwegerinnen aber das bessere Ende für sich und gewannen mit 1:0. Damit hatten die USA erstmals ein WM-Spiel verloren. Im Spiel um Platz 3 war dann wieder China der Gegner und diesmal konnte der Zweitorevorsprung gehalten und mit 2:0 gewonnen werden.

### WM 1999 in den USA
Für die dritte Weltmeisterschaft musste sich die USA als Gastgeber nicht qualifizieren. 1996 hatten die USA das erste Fußballturnier der Frauen bei den Olympischen Spielen gewonnen und galten auch deshalb als Favorit auf den WM-Titel. Dieser Rolle wurden sie in den ersten Spielen auch gerecht. Im ersten Gruppenspiel trafen sie auf Dänemark und gewannen mit 3:0. Im zweiten Spiel wurde Afrikameister Nigeria mit 7:1 besiegt und im dritten Spiel Nordkorea mit 3:0. Im Viertelfinale wurde dann Europameister Deutschland nach 1:2-Rückstand mit 3:2 besiegt und im Halbfinale Südamerikameister Brasilien mit 2:0. Das Finale in Los Angeles gegen Asienmeister China fand dann vor der Rekordkulisse von 90.185 Zuschauern statt. Bei keinem von der FIFA anerkannten Frauenfußballspiel gab es mehr Zuschauer. Das Finale war das erste torlose und so musste nach 120 Minuten erstmals im Finale ein Elfmeterschießen ausgetragen werden. Während alle fünf US-amerikanischen Schützinnen erfolgreich waren, scheiterte Liu Ying an Briana Scurry. Besonders in Erinnerung blieb Brandi Chastain, die, nachdem sie als letzte Schützin erfolgreich war, sich das Trikot auszog und im schwarzen Sport-BH auf dem Spielfeld kniete.

### WM 2003 in den USA
Eigentlich sollte die WM 2003 wieder in der Volksrepublik China stattfinden. Wegen der SARS-Epidemie wurde das Turnier kurzfristig in die USA verlegt. Damit fand die Weltmeisterschaft zum zweiten Mal in den USA statt, womit die USA als einzige Nation zweimal nacheinander eine Fußball-WM ausrichteten. Als Gastgeber waren die USA zwar wieder automatisch qualifiziert, sie nahmen aber dennoch am als Qualifikation dienenden CONCACAF Women’s Gold Cup 2002 teil, den sie auch durch ein Golden Goal mit 2:1 gegen Kanada gewannen. Mit der Finalteilnahme wären sie auch sportlich für die WM qualifiziert gewesen.
In der Gruppenphase der WM trafen sie im ersten Spiel auf Schweden und gewannen mit 3:1. Danach folgte ein 5:0 gegen Afrikameister Nigeria und ein 3:0 gegen Asienmeister Nordkorea. Als Gruppensieger trafen die USA dann auf Norwegen und gewannen mit 1:0. In einem der besten WM-Spiele der Frauen verloren sie dann im Halbfinale gegen Europameister Deutschland mit 0:3, wobei die beiden letzten Tore erst in der Nachspielzeit fielen als die USA auf den Ausgleich bzw. Anschlusstreffer drängten. Im Spiel um Platz 3 wurde dann Nachbar Kanada mit 3:1 besiegt. Deutschland sicherte sich im Finale durch ein Golden Goal von Nia Künzer zum ersten Mal den WM-Titel, womit der DFB als erster Verband sowohl bei den Männern als auch den Frauen Weltmeister wurde.

### WM 2007 in der Volksrepublik China
Vier Jahre später fand dann die WM doch zum zweiten Mal in der Volksrepublik China statt. Der CONCACAF Women’s Gold Cup 2006 diente wieder als Qualifikationsturnier, wobei die USA erst im Halbfinale eingreifen mussten. Mit einem 2:0 gegen Mexiko qualifizierten sie sich für die WM und das Finale. Dieses konnten sie wie vier Jahre zuvor wieder mit 2:1 gegen Kanada gewinnen, allerdings erst durch einen in der 120. Minute verwandelten Foulelfmeter.
Die USA reisten als Olympiasieger zur WM. In China hatten sie die gleichen Vorrundengegner wie vier Jahre zuvor, starteten aber mit einem 2:2 gegen Nordkorea, wobei sie zwischenzeitlich mit 1:2 zurücklagen. Gegen Schweden folgte dann ein 2:0 und gegen Afrikameister Nigeria ein 1:0, durch ein von Lori Chalupny in der ersten Spielminute erzieltes Tor. Das Viertelfinale gegen England wurde durch drei Tore in der zweiten Halbzeit mit 3:0 gewonnen. Für das Halbfinale gegen Brasilien ersetzte dann Trainer Greg Ryan Stammtorhüterin Hope Solo durch Briana Scurry, die als einzige Torhüterin zuvor bei 10 WM-Spielen kein Gegentor kassiert hatte, verlor aber mit 0:4. Solo warf dem Trainer in einem Interview vor, mit dem Wechsel einen Fehler gemacht zu haben, sie selbst hätte die Gegentreffer verhindern können. Obwohl sich Solo wenig später für ihre Äußerungen entschuldigte, kam sie weder im Spiel um Platz drei zum Einsatz, das gegen Norwegen mit 4:1 gewonnen wurde, noch trat sie mit der Mannschaft die Heimreise an. Solo wurde erst zum Trainerwechsel durch Pia Sundhage Anfang 2008 zurück in den Kader der US-Nationalmannschaft berufen. Halbfinalsieger Brasilien scheiterte dann im Finale an Titelverteidiger Deutschland, dem als erster Mannschaft im Frauenfußball die Titelverteidigung gelang und dabei als erste Mannschaft überhaupt bei einer WM kein Gegentor kassierte.

### WM 2011 in Deutschland

Aufstellungen im Finale

Startaufstellungen im Finale 2015

Für die WM in Deutschland qualifizierte sich die USA nur über den Umweg der Interkontinental-Playoffs. Zuvor wurde beim CONCACAF Women’s Gold Cup 2010, der wieder als Qualifikationsturnier diente die Vorrunde mit drei Siegen gegen Haiti (5:0), Guatemala (9:0) und Costa Rica (4:0) problemlos überstanden. Dann wurde aber mit dem 1:2 im Halbfinale gegen Mexiko erstmals ein Spiel beim Gold Cup verloren. Durch ein 3:0 gegen Costa Rica wurde dann zwar Platz drei erreicht, dieser reichte aber nicht zur direkten Qualifikation. Stattdessen mussten noch zwei Spiele gegen Italien bestritten werden, die beide mit 1:0 gewonnen wurden.
Nach Deutschland reisten die USA wieder als Olympiasieger. In der Gruppenphase waren wie bei den beiden vorherigen Turnieren wieder Nordkorea und Schweden die Gegner, zudem WM-Neuling Kolumbien und erstmals wurden die US-Girls von einer Ausländerin, der Schwedin Pia Sundhage betreut, die die US-Mannschaft zuvor 2008 zum dritten Olympiasieg geführt hatte. Nach zwei Siegen gegen Nordkorea (2:0) und den WM-Neuling (3:0), wurde dann aber gegen Schweden mit 1:2 verloren. Damit wurden die USA erstmals nur Gruppenzweiter und trafen damit bereits im Viertelfinale auf Südamerikameister Brasilien. Die USA gingen zwar bereits in der zweiten Minute durch ein Eigentor von Daiane in Führung, mussten aber in der 68. Minute den Ausgleich durch einen von Marta verwandelten Foulelfmeter hinnehmen. Dabei hatten die Brasilianerinnen Glück, denn zwar hielt Hope Solo den zunächst von Cristiane geschossenen Strafstoß, Schiedsrichterin Jacqui Melksham ließ diesen aber wiederholen, da eine US-Spielerin zu früh in den Strafraum gelaufen war, und die dann antretende Marta war dann letztlich erfolgreich. Zudem mussten sie nun in Unterzahl spielen, da Rachel Buehler zusätzlich für die zum Elfmeter führende Notbremse die Rote Karte erhalten hatte. Es blieb aber bis zum Ende der regulären Spielzeit beim 1:1, wodurch es eine Verlängerung gab. In dieser erzielte Marta bereits nach zwei Minuten die 2:1-Führung für Brasilien. In der zweiten Minute der Nachspielzeit der Verlängerung gelang Abby Wambach nach einer weiten Flanke von Megan Rapinoe aber noch der 2:2-Ausgleich. Damit kam es zum Elfmeterschießen in dem alle fünf US-Amerikanerinnen verwandelten – wenn auch Shannon Boxx erst im zweiten Versuch. Da aber Solo einen Elfmeter halten konnte, erreichten die USA das Halbfinale. Hier trafen sie auf Frankreich, das erstmals bei einer WM so weit gekommen war, gewannen mit 3:1 und standen damit zum dritten Mal im Finale, womit sie die Chance hatten Rekordweltmeister zu werden. Gegner waren die Japanerinnen, die im Viertelfinale überraschend Gastgeber und Titelverteidiger Deutschland ausgeschaltet hatten und zuvor noch nie über das Viertelfinale hinausgekommen waren. Die USA hatten gegen Japan zuvor noch nie verloren und galten daher als Favorit. Nach einer torlosen ersten Halbzeit konnte Alex Morgan in der 69. Minute einen Konter zur 1:0-Führung abschließen. Japan konnte aber in der 81. Minute ausgleichen, womit es eine Verlängerung gab. Auch hier gingen die US-Amerikanerinnen wieder in Führung. Homare Sawa konnte aber mit ihrem fünften Turniertor, wodurch sie gleichzeitig Torschützenkönigin des Turniers wurde drei Minuten vor Ende der Verlängerung ausgleichen. In der Nachspielzeit erhielt zwar Azusa Iwashimizu wegen einer Notbremse noch die Rote Karte, aber es blieb beim 2:2, so dass zum zweiten Mal das Elfmeterschießen über den WM-Titel entscheiden musste. Da die nur 170 cm große japanische Torhüterin Ayumi Kaihori zwei Elfmeter der US-Amerikanerinnen halten konnte und zudem Carli Lloyd über das Tor schoss, während drei Japanerinnen verwandelten und nur eine nicht, wurde Japan als erste asiatische Mannschaft Fußballweltmeister. Hope Solo, die nur einen Elfmeter halten konnte, wurde aber mit dem Goldenen Handschuh als beste Torhüterin ausgezeichnet.

### WM 2015 in Kanada
In der Qualifikation, für die wieder der CONCACAF Women’s Gold Cup 2014 diente, setzen sich die USA wieder als Sieger durch. In der Vorrunde wurde zwar das erste Spiel gegen Trinidad und Tobago nur mit 1:0 gewonnen, dann aber Guatemala und Haiti deutlich geschlagen (5:0 und 6:0). Im Halbfinale folgte ein 3:0 gegen Mexiko und mit dem 6:0 gegen Costa Rica im Finale übertrafen die USA ihren eigenen Finalrekord der ersten Austragung 1991 um ein Tor.
Bei der Auslosung der Gruppen waren die USA gesetzt und wurde als Gruppenkopf der Gruppe D festgelegt. Zugelost wurden wie bei den drei letzten Austragungen Afrikameister Nigeria und Schweden zudem die Australierinnen. Die Gruppe galt als ausgeglichenste der WM; es ist die einzige mit vier Mannschaften, die bei ihren letzten kontinentalen Titelkämpfen mindestens das Halbfinale erreichten. Zur WM reisten die USA erneut als Olympiasieger.
Im ersten Spiel setzten sich die US-Girls mit 3:1 gegen quirlige Australierinnen durch, ließen dem ein torloses Remis gegen Schweden folgen und konnten sich im letzten Gruppenspiel auf Weltrekordlerin Abby Wambach verlassen, die mit ihrem 14. WM-Tor den 1:0-Sieg gegen den Afrikameister sicherte. Im Achtelfinale gegen Kolumbien vergab Wambach dann zwar einen Strafstoß, ihre Kolleginnen Alex Morgan und Carli Lloyd (per Elfmeter) sicherten aber den Einzug ins Viertelfinale. Dort kam es zur Finalrevanche von 1999 gegen die USA. Aus den damaligen Finalkadern stand 2015 nur noch die mittlerweile älteste WM-Spielerin Christie Rampone im US-Kader, die aber in beiden Spielen nicht eingesetzt wurde. Die US-Amerikanerinnen dominierten das Spiel, vergaben aber viele Chancen während die Chinesinnen im ganzen Spiel nur einmal aufs Tor der US-Girls schossen. Wie 1999 ging das Spiel ohne Tore in die zweite Halbzeit, aber sechs Minuten nach Wiederanpfiff gelang Carli Lloyd in ihrem 200. Länderspiel der Treffer zum 1:0-Sieg. Im Halbfinale trafen die beiden zweimaligen Weltmeister USA und Deutschland aufeinander und die USA setzte sich mit 2:0 durch und erreichte als erste Mannschaft zum vierten Mal das Final. Dort kam es zur Wiederholung des Finales von 2011 gegen Japan, das mit sechs Siegen das Finale erreicht hatte. Bereits nach fünf Minuten führten die USA mit 2:0, nach 16 Minuten stand es 4:0, womit das Spiel quasi entschieden war. Japan gelang zwar noch vor der Pause das 1:4 und kurz nach der Pause halfen ihnen die US-Girls mit einem Eigentor, legten aber schnell das 5:2 nach, wobei es dann blieb.

Startaufstellungen im Finale 2019

### WM 2019 in Frankreich
In der Qualifikation, für die wieder der CONCACAF Women’s Gold Cup 2018 diente, qualifizierten sich die USA durch das Erreichen des Finales. In der Vorrunde wurde das erste Spiel gegen Mexiko mit 6:0 gewonnen, dann Panama sowie Trinidad und Tobago ebenso deutlich geschlagen (5:0 und 7:0). Im Halbfinale folgte ein 6:0 gegen Jamaika, das zum zweiten Mal so weit gekommen war und in seiner Gruppen Costa Rica, den Finalisten der letzten Austragung 2014 ausgeschaltet hatte. Das für die Qualifikation dann nicht mehr entscheidende Finale wurde mit 2:0 gegen Kanada gewonnen.
Bei der WM gewannen die US-Amerikanerinnen im ersten Spiel mit dem 13:0-Rekordsieg gegen Thailand, wobei Alex Morgan als zweite Spielerin fünf Tore in einem Spiel erzielen konnte und in der zweiten Halbzeit zehn Tore fielen. Gegen WM-Neuling Chile gewannen sie mit 3:0, wobei die zum Spielerin des Spiels gekürte chilenische Torhüterin Christiane Endler in der zweiten Halbzeit eine höhere Niederlage verhinderte. Im letzten Gruppenspiel trafen sie zum sechsten Mal in einem WM-Gruppenspiel auf Schweden und gewannen mit 2:0. Als Gruppensieger trafen die US-Amerikanerinnen im Achtelfinale auf Spanien, das bei der zweiten WM-Teilnahme erstmals die K.o.-Runde erreichte. Durch zwei von Megan Rapinoe verwandelte Strafstöße wurde mit 2:1 gewonnen. Im Viertelfinale trafen sie auf Frankreich und damit erstmals in einem WM-Spiel auf den Gastgeber. Auch dieses Spiel gewannen die USA mit 2:1, wobei Rapinoe erneut zwei Treffer erzielte. Damit trafen die USA im Halbfinale auf das Team aus England, gegen das sie ebenfalls mit 2:1 gewannen. Dabei konnte Alyssa Naeher den Sieg durch einen gehaltenen Strafstoß sichern. Im Finale konnte durch ein 2:0 gegen Europameister Niederlande der Titel verteidigt werden.

### WM 2023 in Australien und Neuseeland
In der Qualifikation, für die die nun als CONCACAF W Championship 2022 geführte Meisterschaft der Frauen Nord- und Mittelamerikas sowie der Karibik diente, qualifizierten sich die USA durch zwei Siege in der Vorrunde gegen Haiti und Jamaika und dem damit verbundenen Erreichen des Halbfinales. Im Halbfinale wurde Costa Rica mit 3:0 und im Finale Kanada mit 1:0 besiegt.
Bei der Auslosung am 22. Oktober 2022 waren die USA als Gruppenkopf gesetzt. Zugelost wurde Vizeweltmeister Niederlande, womit erstmals die Finalisten der vorherigen WM schon in der Vorrunde aufeinander treffen, erstmals WM-Neuling Vietnam und eine Mannschaft, die sich im Februar beim interkontinentalen Play-off-Turnier noch qualifizieren muss. Dies war Portugal, das sich im Play-off-Finale gegen Kamerun durchsetzte. Die Amerikanerinnen starteten mit einem 3:0-Sieg gegen WM-Neuling Vietnam, erreichten gegen die Niederlande ein 1:1 und kamen gegen den zweiten WM-Neuling nur zu einem torlosen Remis. Dadurch wurden sie „nur“ Gruppenzweite und mussten im Achtelfinale gegen Schweden antreten, gegen das sie bei den letzten Olympischen Spielen mit 0:3 in der Vorrunde verloren hatten. Zwar bestimmten sie weitgehend das Spiel, scheiterten aber immer wieder an der schwedischen Torhüterin, so dass nach 120 torlosen Minuten das Elfmeterschießen entscheiden musste. Hier lagen zu zunächst vorn, da aber drei US-Amerikanerinnen nicht trafen, verloren sie mit 4:5 und erreichten erstmals nicht das Viertelfinale.
Nach dem Ausscheiden des Teams bei der WM trat Vlatko Andonovski als Cheftrainer zurück, die bisherige Co-Trainerin Twila Kilgore übernahm interimistisch die Betreuung.

## Spiele
Die USA bestritten als einzige Mannschaft die bis zum Achtelfinale 2023 maximal mögliche Anzahl von 54 WM-Spielen. Davon wurden 41 gewonnen, vier verloren und neun endeten remis. Viermal gingen Spiele in die Verlängerung, da ein Sieger ermittelt werden musste. Alle wurden im Elfmeterschießen entschieden, zwei gewonnen und zwei verloren.
Die USA nahmen einmal am Eröffnungsspiel der WM teil, 1999 als Gastgeber und hatten 12 Heimspiele, spielten aber erstmals im Viertelfinale 2019 gegen den Gastgeber. Die USA spielten dreimal gegen den späteren Weltmeister (1995 und 2003 im Halbfinale und 2011 im Finale) aber 2015 gab es erst im Finale das erste Spiel gegen den Titelverteidiger. Die USA spielte am häufigsten (7-mal) gegen Schweden. Häufigste letzte Gegner waren China, Japan und Norwegen (je 2-mal, zweimal im Finale gegen Japan mit einem Sieg und einer Niederlage im Elfmeterschießen sowie je einmal im Finale und Spiel um Platz 3 gegen China und Norwegen – immer erfolgreich). Drei Spiele waren die bisher ersten gegen die jeweiligen Gegner.
Die USA spielten bisher gegen Mannschaften aller sechs Konföderationen und auch gegen die Meister der anderen Konföderationen (17-mal), am häufigsten (je 5-mal) gegen den Asien- und Europameister.
Die meisten Spiele bestritt Kristine Lilly, die in den ersten 30 Spielen zum Einsatz kam und die meisten WM-Spiele aller Spieler beiderlei Geschlechts bestritten hat. Die meisten Tore (14) erzielte Abby Wambach, die zusammen mit Birgit Prinz hinter der führenden Marta (17) auf dem zweiten Platz der Liste der besten WM-Torschützinnen liegt.
| Alle WM-Spiele |            |                      |                   |                         |                  | |
| Nr.            | Datum      | Ergebnis             | Gegner            | Austragungsort          | Anlass           | Bemerkungen |
| 1              | 17.11.1991 | 3:2                  | Schweden          | Panyu (CHN)             | Vorrunde         | |
| 2              | 19.11.1991 | 5:0                  | Brasilien         | Panyu (CHN)             | WM-Vorrunde      | |
| 3              | 21.11.1991 | 3:0                  | Japan             | Foshan (CHN)            | Vorrunde         | Debbie Belkin wird mit ihrem 50. Länderspiel alleinige Rekordnationalspielerin der USA und erhöht den Rekord im nächsten Spiel auf 51 Spiele |
| 4              | 24.11.1991 | 7:0                  | Chinesisch Taipeh | Foshan (CHN)            | Viertelfinale    | |
| 5              | 27.11.1991 | 5:2                  | Deutschland       | Guangzhou (CHN)         | Halbfinale       | Shannon Higgins stellt mit ihrem 51. Länderspiel den Rekord von Debbie Belkin ein.                                                           |
| 6              | 30.11.1991 | 2:1                  | Norwegen          | Guangzhou (CHN)         | Finale           | 1. WM-Titel Shannon Higgins wird mit ihrem 52 Länderspiel alleinige Rekordhalterin                                                           |
| 7              | 06.06.1995 | 3:3                  | VR China          | Gävle (SWE)             | Vorrunde         | |
| 8              | 08.06.1995 | 2:0                  | Dänemark          | Gävle (SWE)             | Vorrunde         | |
| 9              | 10.06.1995 | 4:1                  | Australien        | Helsingborg (SWE)       | Vorrunde         | |
| 10             | 13.06.1995 | 4:0                  | Japan             | Gävle (SWE)             | Viertelfinale    | |
| 11             | 15.06.1995 | 0:1                  | Norwegen          | Västerås (SWE)          | Halbfinale       | |
| 12             | 17.06.1995 | 2:0                  | VR China          | Gävle (SWE)             | Spiel um Platz 3 | |
| 13             | 19.06.1999 | 3:0                  | Dänemark          | East Rutherford         | Vorrunde         | |
| 14             | 24.06.1999 | 7:1                  | Nigeria           | Chicago                 | Vorrunde         | 1. Spiel gegen Nigeria 100. Heimspiel Höchster Sieg einer CONCACAF-Mannschaft gegen eine afrikanische Mannschaft                             |
| 15             | 27.06.1999 | 3:0                  | Nordkorea         | Boston                  | Vorrunde         | 1. Spiel gegen Nordkorea |
| 16             | 01.07.1999 | 3:2                  | Deutschland       | Washington, D.C.        | Viertelfinale    | |
| 17             | 04.07.1999 | 2:0                  | Brasilien         | San Francisco           | Halbfinale       | 100. Länderspiel von Brandi Chastain |
| 18             | 10.07.1999 | 0:0 n. V.; 5:4 i. E. | VR China          | Los Angeles             | Finale           | 2. WM-Titel |
| 19             | 21.09.2003 | 3:1                  | Schweden          | Washington, D.C.        | Vorrunde         | 300. Spiel |
| 20             | 25.09.2003 | 5:0                  | Nigeria           | Philadelphia            | Vorrunde         | |
| 21             | 28.09.2003 | 3:0                  | Nordkorea         | Columbus                | Vorrunde         | 100. Länderspiel von Kate Sobrero |
| 22             | 01.10.2003 | 1:0                  | Norwegen          | Foxboro                 | Viertelfinale    | |
| 23             | 05.10.2003 | 0:3                  | Deutschland       | Portland                | Halbfinale       | |
| 24             | 11.10.2003 | 3:1                  | Kanada            | Carson                  | Spiel um Platz 3 | |
| 25             | 11.09.2007 | 2:2                  | Nordkorea         | Chengdu (CHN)           | Vorrunde         | |
| 26             | 14.09.2007 | 2:0                  | Schweden          | Chengdu (CHN)           | Vorrunde         | |
| 27             | 18.09.2007 | 1:0                  | Nigeria           | Shanghai (CHN)          | Vorrunde         | |
| 28             | 22.09.2007 | 3:0                  | England           | Tianjin (CHN)           | Viertelfinale    | 100. Länderspiel von Abby Wambach |
| 29             | 27.09.2007 | 0:4                  | Brasilien         | Hangzhou (CHN)          | Halbfinale       | Ende der längsten Serie ohne Niederlage (51 Spiele) Höchste Niederlage                                                                       |
| 30             | 30.09.2007 | 4:1                  | Norwegen          | Shanghai (CHN)          | Spiel um Platz 3 | 300. Sieg 100. Sieg auf neutralem Platz |
| 31             | 28.06.2011 | 2:0                  | Nordkorea         | Dresden (DEU)           | Vorrunde         | |
| 32             | 02.07.2011 | 3:0                  | Kolumbien         | Sinsheim (DEU)          | Vorrunde         | 1. Länderspiel gegen Kolumbien |
| 33             | 06.07.2011 | 1:2                  | Schweden          | Wolfsburg (DEU)         | Vorrunde         | |
| 34             | 10.07.2011 | 2:2 n. V.; 5:3 i. E. | Brasilien         | Dresden (DEU)           | Viertelfinale    | |
| 35             | 13.07.2011 | 3:1                  | Frankreich        | Mönchengladbach (DEU)   | Halbfinale       | 100. Länderspiel von Hope Solo |
| 36             | 17.07.2011 | 2:2 n. V.; 1:3 i. E. | Japan             | Frankfurt am Main (DEU) | Finale           | |
| 37             | 08.06.2015 | 3:1                  | Australien        | Winnipeg (CAN)          | Vorrunde         | 100. WM-Tor für die USA durch Christen Press                                                                                                 |
| 38             | 12.06.2015 | 0:0                  | Schweden          | Winnipeg (CAN)          | Vorrunde         | |
| 39             | 16.06.2015 | 1:0                  | Nigeria           | Vancouver (CAN)         | Vorrunde         | |
| 40             | 22.06.2015 | 2:0                  | Kolumbien         | Edmonton (CAN)          | Achtelfinale     | Hope Solo löst mit ihrem 174. Länderspiel Briana Scurry als Rekordtorhüterin der USA ab.                                                     |
| 41             | 26.06.2015 | 1:0                  | VR China          | Ottawa (CAN)            | Viertelfinale    | 200. Länderspiel von Carli Lloyd |
| 42             | 30.06.2015 | 2:0                  | Deutschland       | Montreal (CAN)          | Halbfinale       | |
| 43             | 05.07.2015 | 5:2                  | Japan (TV)        | Vancouver (CAN)         | Finale           | 3. WM-Titel |
| 44             | 11.06.2019 | 13:0                 | Thailand          | Reims (FRA)             | Vorrunde         | Höchster WM-Sieg (Frauen und Männer), 5 Tore durch Alex Morgan                                                                               |
| 45             | 16.06.2019 | 3:0                  | Chile             | Paris (FRA)             | Vorrunde         | |
| 46             | 20.06.2019 | 2:0                  | Schweden          | Le Havre (FRA)          | Vorrunde         | |
| 47             | 24.06.2019 | 2:1                  | Spanien           | Reims (FRA)             | Achtelfinale     | |
| 48             | 28.06.2019 | 2:1                  | Frankreich        | Paris (FRA)             | Viertelfinale    | Erstes Spiel gegen den WM-Gastgeber |
| 49             | 02.07.2019 | 2:1                  | England           | Lyon (FRA)              | Halbfinale       | |
| 50             | 07.07.2019 | 2:0                  | Niederlande       | Lyon (FRA)              | Finale           | 4. WM-Titel |
| 51             | 22.07.2023 | 3:0                  | Vietnam           | Auckland (NZL)          | Vorrunde         | Erstes Spiel gegen Vietnam, erstes WM-Spiel für Vietnam                                                                                      |
| 52             | 27.07.2023 | 1:1                  | Niederlande       | Wellington (NZL)        | Vorrunde         | |
| 53             | 01.08.2023 | 0:0                  | Portugal          | Auckland (NZL)          | Vorrunde         | |
| 54             | 06.08.2023 | 0:0 n. V.; 4:5 i. E. | Schweden          | Melbourne (AUS)         | Achtelfinale     | Letztes Spiel unter Vlatko Andonovski |

Anmerkung: Fett gesetzte Mannschaften waren zum Zeitpunkt Meister ihrer Konföderation.

## Bilanz gegen die anderen Weltmeister bei Weltmeisterschaften
- Deutschland: 4 Spiele – 3 Siege, 1 Niederlage – 10:7 Tore
- Japan: 4 Spiele – 3 Siege, 1 Remis (im Elfmeterschießen verloren) – 14:4 Tore
- Norwegen: 4 Spiele – 3 Siege, 1 Niederlage – 7:3 Tore
- Spanien: 1 Spiel – 1 Sieg – 2:1 Tore

Die US-Mannschaft erzielte ihre höchsten Siege gegen folgende Länder bei WM-Turnieren:
- Kolumbien 3:0 (2011, Vorrunde) – zudem ein 3:0 bei der OS Vorrunde 2012
- Nigeria 7:1 (1999, Vorrunde) – höchster Sieg einer CONCACAF-Mannschaft gegen eine afrikanische Mannschaft
- Nordkorea 3:0 (1999 und 2003, jeweils Vorrunde) – zudem ein 3:0 beim Algarve-Cup 2014 im Spiel um Platz 7
- Thailand 13:0 (2019 Vorrunde)
- Vietnam 3:0 (2023 Vorrunde)

Gegen diese Länder kassierte die US-Mannschaft ihre höchsten Niederlagen bei einem WM-Turnier:
- Brasilien 0:4 (2007, Halbfinale) – höchste Niederlage der USA
- Deutschland 0:3 (2003, Halbfinale)

## Rekorde

### Spielerinnen

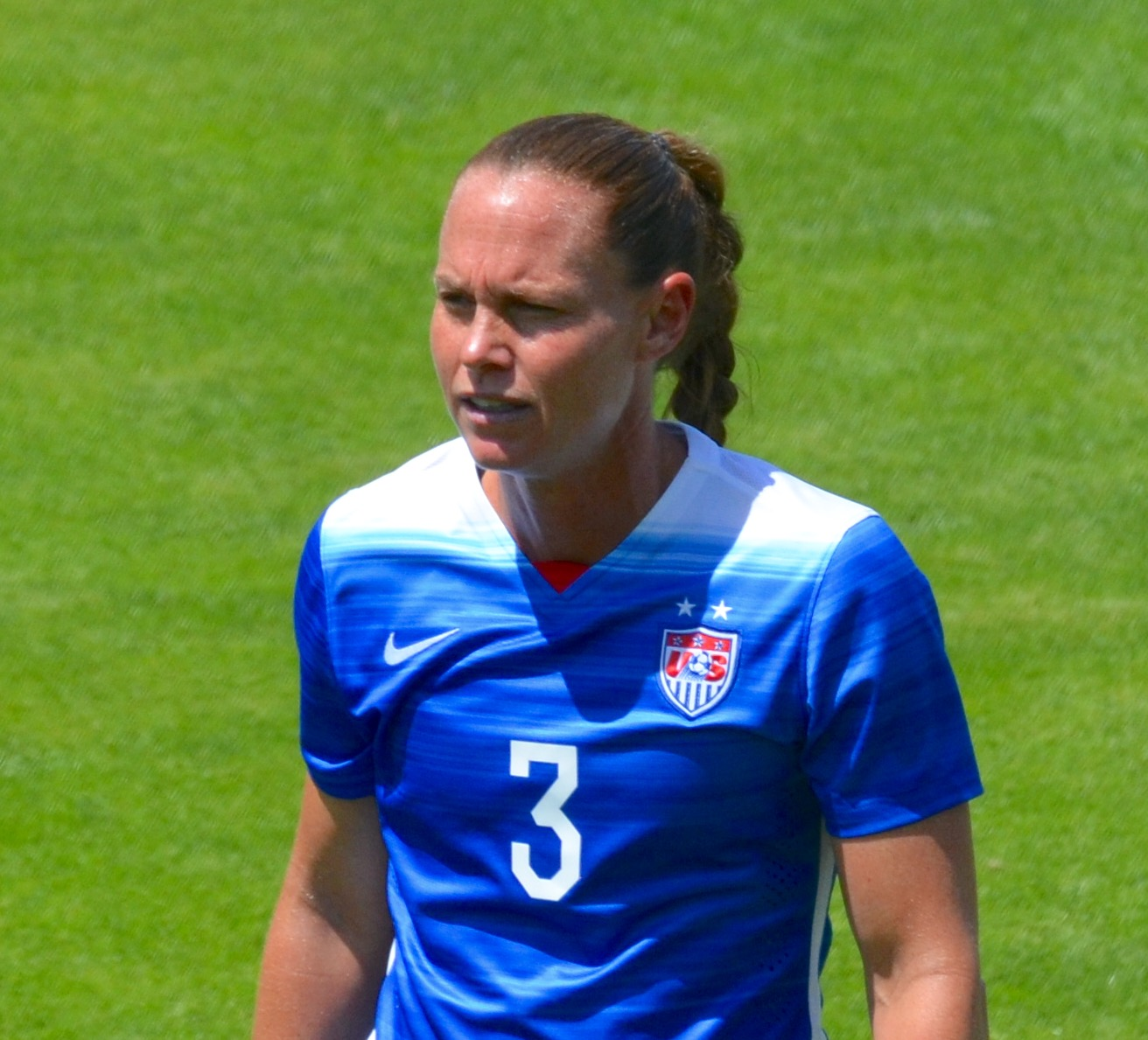
Christie Rampone, älteste WM-Spielerin im Mai 2015

- Die älteste Teilnehmerin, die Weltmeisterin und dabei eingesetzt wurde: Christie Rampone im Alter von 40 Jahren und 11 Tagen bei der WM 2015
- Die älteste Spielerin, die in einem WM-Finale stand: Christie Rampone im Alter von 40 Jahren und 11 Tagen bei der WM 2015. Sie ist seit dem 16. Juni 2015 auch die älteste WM-Spielerin als sie 8 Tage vor ihrem 40. Geburtstag im Gruppenspiel gegen Nigeria eingewechselt wurde.
- Die meisten Tore in einem Spiel:
  - Michelle Akers – 5 Tore im Spiel gegen die Republik China, Endstand: 7:0 (24. November 1991). Davon drei als „lupenreiner“ Hattrick.
  - Alex Morgan – 5 Tore gegen Thailand am 11. Juni 2019
- Die meisten Spiele ohne Gegentor: Briana Scurry (1995–2007) und Hope Solo (2007–2015): je 10
- Die meisten Tore in einem Weltmeisterschaftsturnier: Michelle Akers – 10 Treffer in 6 Begegnungen bei der WM 1991
- Die meisten WM-Spielminuten: Kristine Lilly mit 2536 Minuten.
- Spielerin mit den meisten WM-Spielen: Kristine Lilly mit 30
- Die meisten gehaltenen Elfmeter in Elfmeterschießen: Hope Solo/USA (2011), Ayumi Kaihori (2011) und Gao Hong/China (1995) – je 2 Elfmeter.
- Wendy Gebauer erzielte am 21. November 1991 mit dem Tor zum 3:0-Endstand gegen Japan das 50. WM-Tor, Julie Foudy am 19. Juni 1999 mit dem 2:0 (Endstand 3:0) gegen Dänemark das 200. WM-Tor und Lauren Chenney am 28. Juni 2011 mit dem 1:0 (Endstand 2:0) gegen Nordkorea das 550. WM-Tor.[16]

### Trainer(innen)
- Anson Dorrance ist der erste Trainer, der 6 WM-Spiele in Folge gewonnen hat: 1991
- Jill Ellis ist die erste Trainerin, die 11 WM-Spiele in Folge gewonnen hat: 2015 und 2019 (anschließend auf 12 gesteigert)

### Mannschaft
- Die meisten Tore insgesamt: 142 (13 mehr als Deutschland)
- Die meisten Spiele: 54 (von 57 möglichen)
- Die meisten Siege: 41
- Die meisten Spiele ohne Gegentor: 24
- Die zweitmeisten Tore pro Spiel: 2,63 (Deutschland: 2,78)
- Die wenigsten Gegentore pro Spiel von den Mannschaften, die immer teilnahmen: 0,74
- Die meisten Tore in einem Spiel: 13 gegen Thailand am 11. Juni 2019
- Die meisten K.-o.-Spiele: 27, davon 20 gewonnen, 4 × Remis (2 × im Elfmeterschießen gewonnen, 2 × verloren)
- Die meisten Remis-Spiele: USA (9; inkl. Spiele, die durch Elfmeterschießen entschieden wurden) (China 7)
- Die längste Serie an Vorrundenspielen ohne Niederlage: 17 von 17 Spielen 1991–2011. Die Serie endete mit dem letzten Vorrundenspiel bei der WM 2011, das die USA mit 1:2 gegen Schweden verloren. Es war die erste Niederlage der USA in einem WM-Vorrundenspiel.
- Die häufigsten Endrundenpaarungen: USA gegen Schweden 7 ×
- Die häufigsten Halbfinalpaarungen 3 × USA gegen Deutschland (1991, 2003 und 2015)
- Die häufigsten Finalpaarungen: USA gegen Japan (2011 und 2015)
- Die häufigsten Vorrundenpaarungen:
  - 6 × USA gegen Schweden (1991, 2003, 2007, 2011 und 2015)
  - 4 × USA gegen Nordkorea (1999, 2003, 2007, 2011) und Nigeria (1999, 2003, 2007 und 2015)
- Die wenigsten Spiele um Weltmeister zu werden (6) benötigten die USA 1999, da sie als Veranstalter automatisch qualifiziert waren.
- Erster Weltmeister in einem anderen Land und Kontinent: 1991 in der Volksrepublik China/Asien
- Die meisten Elfmeterschießen: 4, davon zwei gewonnen und zwei verloren
- Die USA, die die meisten WM-Spiele bestritten, spielten bei den ersten 7 Turnieren, wenn sie nicht selber Gastgeber waren, nie gegen den Gastgeber. Erst im 48. Spiel mussten sie gegen den Gastgeber (Frankreich) spielen.
- Die USA wurden als amtierende Weltmeister bis 2015 immer Dritter: 2 × (1995 und 2003)
- 2003 trafen mit Norwegen und den USA im Viertelfinale (0:1) erstmals zwei ehemalige Weltmeister bei einer WM aufeinander.
- Die USA spielten bisher am häufigsten gegen die anderen Weltmeister (12 ×) und erzielten die meisten Tore gegen die anderen Weltmeister.
- Der USA sind der einzige Olympiasieger, der auch Weltmeister werden konnte (1996/1999 und 2012/2015)
- Die USA erreichten als einzige Mannschaft achtmal das Halbfinale und wurden bisher 4 × Weltmeister, 1 × Vizeweltmeister und 3 × Dritter
- Die USA sind die einzige Mannschaft, die fünfmal das Finale erreichte. Bei jeder WM stand entweder die USA oder Deutschland im Finale, aber nie beide gleichzeitig.
- 2011 standen mit den USA und Japan erstmals zwei Gruppenzweite im Finale.
- 2015 standen mit den USA und Japan erstmals die Finalisten der vorherigen WM im Finale.
- 1999 konnte mit den USA erstmals eine Mannschaft das Finale im Elfmeterschießen gewinnen (USA – China 5:4). Auch das zweite (2011) im Elfmeterschießen entschiedene Finale wurde 2011 zwischen den USA und einer asiatischen Mannschaft ausgetragen.
- Die meisten Tore pro Spiel auf dem Weg zum WM-Titel schossen die USA 1991 und Deutschland 2003 (4,17 Tore pro Spiel).
- Die meisten Tore pro Spiel um das Finale zu erreichen schossen die USA 1991 und Deutschland 2003 (4,6 Tore pro Spiel).
- Zweimal schoss der unterlegene Finalist auf dem Weg ins Finale mehr Tore pro Spiel als der Weltmeister: USA (2011, 2,2 Tore/Spiel vs. Japan 2,0 Tore/Spiel) bzw. China (1999, 3,8 Tore/Spiel vs. USA 3,6 Tore/Spiel)
- Die meisten Tore in einem WM-Finale (ohne Elfmeterschießen): 7 Tore im Endspiel 2015 zwischen den USA und Japan (5:2).
- Die USA und Schweden spielten am häufigsten im Spiel um Platz 3 und gewannen es immer: dreimal.
- Die USA sind das erste Land, das zweimal in Folge Dritter wurde. Zudem sind die USA das einzige Land, das nach einem dritten Platz bei der nächsten Weltmeisterschaft Weltmeister wurde.
- Nur die USA wurden als Gastgeber Dritter (2003).
- Die meisten Tore fielen im Spiel um Platz 3 2007, in dem die USA mit 4:1 Norwegen besiegte.
- Nur die USA überstanden als Gastgeber das Viertelfinale.
- Höchster Viertelfinalsieg: USA gegen Rep. China 7:0 (1991)
- Die schnellsten Tore in Finalspielen: 3., 5., 14. und 16. Minute (2015) und 20. Minute (1991)
- Die USA erreichten als erste Mannschaft dreimal in Folge das Finale, gewannen dieses dabei zweimal
- Die USA spielten als einzige Mannschaft fünfmal hintereinander gegen europäische Mannschaften: 2019 – Schweden (VR), Spanien (AF), Frankreich (VF), England (HF), Niederlande (F)

### Gegner
- Das schnellste Eigentor: Daiane (Brasilien) nach 75 Sekunden im Spiel gegen die USA 2011
- Erste Rote Karte in einem WM-Finale: Azusa Iwashimizu (Japan), 2011 gegen die USA

### Zuschauer
- Das Spiel mit den meisten Zuschauern: Das Finale der WM 1999 USA-China mit 90.185 Zuschauern
- Das Eröffnungsspiel mit den meisten Zuschauern: USA – Dänemark 3:0 mit 78.972 Zuschauern
- Bis 2023 die meisten Zuschauer pro Spiel gab es bei der WM 1999 in den USA: 37.350 pro Spiel

### Schiedsrichterinnen
- Die meisten Teilnahmen als Schiedsrichterin: Kari Seitz 1999, 2003, 2007 und 2011

### Negativrekorde
- Die meisten Verwarnungen in einem Spiel: 8 beim Spiel zwischen den USA und Brasilien bei der WM 2011 sowie Deutschland – Brasilien am 9. Juni 1995. Während beim ersten Spiel Rachel Buehler noch zusätzlich die Rote Karte erhielt, bekam im zweiten Spiel Suzy zwei gelbe Karten erhielt, d. h. die Gelb-rote Karte.
- Die wenigsten Tore in einem WM-Finale (ohne Elfmeterschießen): kein Tor im Endspiel 1999 zwischen den USA und China, dies ist bisher das einzige Finale in dem kein Finalist ein Tor erzielen konnte.
- Die meisten Eigentore: 3
- Erster Weltmeister, der im Achtelfinale ausschied